# Tipula (Yamatotipula) bitumidosa
Tipula (Yamatotipula) bitumidosa is een tweevleugelige uit de familie langpootmuggen (Tipulidae). De soort komt voor in het Palearctisch gebied.